# Gert Frank
Gert Frank, född 15 mars 1956 i Hobro, Danmark, död 19 januari 2019, var en dansk tävlingscyklist som tog OS-brons i lagtempoloppet vid olympiska sommarspelen 1976 i Montréal. Han var dock främst en bancyklist och som sådan blev han, efter att han i september 1976 blivit professionell, europamästare i madison med Hans-Henrik Ørsted säsongerna 1981/1982 och 1983/1984, samt med René Pijnen 1985/1986. Därtill tog han även EM-guld i derny 1984/1985. På bana vann han sammanlagt 20 sexdagarslopp under karriären (sex av dem i par med Ørsted och sex med Pijnen).